# 向风群岛 (社会群岛)
向风群岛（法語：Îles du Vent，發音：[il dy vɑ̃]）位於南太平洋，隸屬於法屬玻里尼西亞。法屬玻里尼西亞涵蓋社會群島，其中，向风群岛位於社會群島東部，而背風群島（Leeward Islands）位於社會群島西部。
向風群島主要由5個島嶼或環礁組成，由東至西順序：
- 梅海蒂亚岛（Mehetia）
- 大溪地島（Tahiti）
- 莫雷阿岛（Moorea）
- 马伊奥岛（Maiao）
- 泰蒂亞羅阿環礁（Tetiaroa）